# Glenn O'Brien
Glenn O'Brien (2. března 1947 – 7. dubna 2017) byl americký spisovatel. Narodil se v Clevelandu a později studoval na washingtonské Georgetown University, kde vedl zdejší magazín. V sedmdesátých letech spolupracoval s umělcem Andym Warholem a působil v jeho ateliéru The Factory. V letech 1971 až 1974 byl editorem jeho časopisu Interview. Roku 1981 napsal scénář k filmu New York Beat Movie, který byl později vydán pod názvem Downtown 81. Rovněž moderoval vlastní televizní pořad TV Party. Počínaje rokem 2015 zastával post šéfredaktora magazínu Maxim. Zemřel roku 2017 ve věku 70 let.